# Sidsel Ben Semmane
Sidsel Ben Semmane (født 9. oktober 1988) er en dansk sangerinde, som den 11. februar 2006 vandt Dansk Melodi Grand Prix med sangen Twist of Love, som er skrevet af Niels Drevsholt. Med sine 17 år var hun den yngste deltager ved Dansk Melodi Grand Prix i 2006. Ved den efterfølgende Eurovision Song Contest-finale i Athen 20. maj 2006, opnåede hun en 18. plads ud af 24.
I sin fritid synger hun med forskellige bands, blandt andet har hun haft bandet "Satzmo", et live-band der nu er gået i opløsning. Hun sang indtil sommeren 2005 i Århus Musikskoles Pigekor og spillede med i musicalen Demokraten i 1998.
Sidsel voksede op i True vest for Aarhus. I midten af 2000'erne boede hun i landsbyen Adslev.
Under kunstnernavnet Miss Lil' Ben udgav hun den 8. april 2013 sin første EP, med titlen Break It, som er produceret af Alex Mørch.